# Filomeno d'Ancira
Filomeno (fl. III secolo) fu martire di Ancira, venerato come santo dalla Chiesa cattolica e dalle Chiese ortodosse.

## Agiografia e culto
Originario della Licaonia, Filomeno si recò a Ancira per degli affari personali. Scoperto che era cristiano, fu arrestato, torturato e poi ucciso, per ordine del prefetto Felice, trafitto da chiodi. Il suo martirio avvenne all'epoca dell'imperatore Aureliano (270-275).
Queste scarne informazioni, desunte probabilmente da una passio non più esistente, sono contenute nell'antico sinassario di Costantinopoli al 29 novembre. Cesare Baronio, nel XVI secolo, le inserì nel Martirologio Romano, che ricorda san Filomeno con queste parole:
(Martirologio Romano. Riformato a norma dei decreti del Concilio ecumenico Vaticano II e promulgato da papa Giovanni Paolo II, Città del Vaticano, 2004, p. 914)